# 1681 az irodalomban
Az 1681. év az irodalomban.

## Új művek
- John Dryden szatirikus elbeszélő költeménye: Absalom and Achitophel.
- Jacques-Bénigne Bossuet francia író, katolikus püspök értekezése: Discours sur l’Histoire universelle (Az egyetemes történelemről).

## Születések
- 1681 – Edward Young angol költő († 1765)

## Halálozások
- május 25. – Pedro Calderón de la Barca spanyol költő és drámaíró (* 1600)
- június 9. – Gabriel Bucelin német történész, polihisztor, Benedek-rendi szerzetes (* 1599)